# Mrs. Doubtfire
Mrs. Doubtfire (titulada Señora Doubtfire en España y Papá por siempre en Hispanoamérica) es una película cómica de 1993 dirigida por Chris Columbus y distribuida por 20th Century Fox.
Está basada en la novela Alias Madame Doubtfire, de Anne Fine, y protagonizada por Robin Williams, Sally Field, Lisa Jakub, Matthew Lawrence, Mara Wilson, Pierce Brosnan, Harvey Fierstein y Scott Capurro.
La cinta cosechó elogios de la crítica y de la audiencia en general. Terminó ganando un Óscar y dos Globos de Oro, además de consolidar aún más la carrera de Robin Williams.

## Sinopsis
A Daniel Hillard, un actor de voz independiente, a pesar de ser un devoto padre para sus tres hijos, Lydia, Chris y Natalie, su distanciada esposa Miranda lo considera poco confiable. Daniel renuncia a su trabajo tras un desacuerdo sobre un libreto cuestionable y regresa a casa para realizar una caótica fiesta de cumpleaños para Chris a pesar de las objeciones de Miranda. Esto termina siendo la gota que rebasó el vaso para Miranda, quién pide el divorcio. El tribunal le entrega la custodia de los niños a Miranda; la custodia compartida será posible siempre y cuando Daniel encuentre un trabajo estable y una residencia apropiada dentro de tres meses.
Mientras Daniel trabaja para reconstruir su vida, asegurándose un apartamento y un nuevo trabajo en la cadena de televisión, se entera de que Miranda está buscando un ama de llaves. Secretamente altera su anuncio en el periódico, efectivamente evitando cualquier comunicación entre Miranda y potenciales candidatas para este trabajo. Utilizando sus habilidades como actor de voz, telefonea a Miranda mientras posa como una serie de postulantes indeseables, hasta finalmente llamar como la "Sra. Euphegenia Doubtfire", una niñera con acento inglés y sólidas credenciales. Miranda está impresionada y la invita a una entrevista. Daniel le pide a su hermano Frank, un artista del maquillaje, y al compañero sentimental de Frank, Jack, ayuda y terminan por crear el disfraz de la Sra. Doubtfire, incluyendo una máscara protésica para hacerlo aparecer como una mujer mayor.
Miranda contrata a la Sra. Doubtfire después de una exitosa entrevista. Los niños inicialmente se resisten a la autoridad de Doubtfire pero pronto se acostumbran, y además, Miranda logra volverse más cercana con sus hijos. Daniel logra algunas habilidades para el mantenimiento de la casa como parte del rol, mejorando él mismo. Sin embargo, esto crea otra barrera para ver a sus hijos, ya que Miranda pone más confianza en la Sra. Doubtfire que en él, y no hay motivo para despedirla. Una noche, Lydia y Chris descubren inadvertidamente que la Sra. Doubtfire es en realidad Daniel. Contentos de saber que su padre los sigue viendo, acuerdan mantenerlo en secreto, sobre todo de Natalie quien con su edad no lo podría asimilar.
Mientras trabajan un día, Daniel es visto por el Jefe Ejecutivo de la cadena televisiva, Jonathan Lundy, jugando con dinosaurios de juguete de un programa infantil cancelado. Impresionado por su actuación de voz e imaginación, Lundy invita a Daniel a cenar para discutir sobre un posible programa infantil con él como su anfitrión. Daniel descubre que será en el mismo lugar y momento que una cena de cumpleaños para Miranda planeada por su nuevo novio Stuart Dunmeyer, un naturista que no le tiene ningún respeto a Daniel, más si a la Sra. Doubtfire, una cena en la cual se espera que la Sra. Doubtfire atienda. Incapaz de cambiar ambos compromisos, Daniel cambia de disfraz constantemente para poder asistir a ambos eventos, aunque ingeniándoselas para que su familia no se siente cerca de Lundy, al tiempo que Daniel ingiere algunas bebidas alcohólicas en ambas mesas. Daniel finalmente se emborracha, actúa de forma errática y accidentalmente regresa con Lundy como la Sra. Doubtfire, diciendo rápidamente que el personaje de la Sra. Doubtfire es su idea para el programa. Tras escuchar que Stu es alérgico a la pimienta, Daniel entra a la cocina y, llevado por la embriaguez llena la orden de Stu de jambalaya con pimienta en polvo. Stu se atraganta con su comida, y Daniel, sintiéndose culpable, le realiza la maniobra de Heimlich como la Sra. Doutbfire. La acción provoca que la máscara protésica se despegue parcialmente de la cara de Daniel, revelando su identidad y horrorizando a Miranda, quien sale corriendo del restaurante con los niños mientras Stuart acepta las disculpas de Daniel.
En la siguiente audiencia de custodia, Daniel dice que ha cumplido los requerimientos, para luego explicar sus acciones. El juez, aunque simpatiza con Daniel, se siente perturbado por la treta y convencido de que sus ruegos son otra actuación falsa, le otorga a Miranda la custodia total de los niños, restringiendo los derechos de Daniel a visitas supervisadas los sábados, siendo un fallo que no satisface ni siquiera a Miranda, ya que ha caído en la cuenta que su ira y frustración contra Daniel han herido a sus hijos.
Sin la Sra. Doubtfire, Miranda y sus hijos se vuelven miserables, reconociendo cuánto Doubtfire mejoró sus vidas. Luego se sorprenden al descubrir un nuevo programa infantil llamado La Casa de Euphegenia, en el cual Daniel, como la Sra. Doubtfire, es el anfitrión. El programa es un éxito y empieza a emitirse a lo largo del país.
Miranda visita a Daniel en el plató después de una emisión, admitiendo que las cosas estaban mejor cuando él se involucraba, y acuerda cambiar el acuerdo sobre la custodia. Poco después, ella y Daniel comparten la custodia, permitiéndole llevar a los niños después de las escuela, de la misma manera en que lo hacía como la Sra. Doubtfire. Mientras Daniel se lleva a los niños, Miranda ve un episodio de La Casa de Euphegenia en la cual la Sra. Doubtfire responde una carta de una niña cuyos padres se han separado, diciendo que el amor hace a la familia una familia, sin importar la distancia entre sus miembros.

## Reparto
- Robin Williams como Daniel Hillard/Mrs. Euphegenia Doubtfire
- Sally Field como Miranda Hillard.
- Lisa Jakub como Lydia Hillard.
- Matthew Lawrence como Chris Hillard.
- Mara Wilson como Natalie Hillard.
- Pierce Brosnan como Stuart Dunmeyer.
- Harvey Fierstein como Frank Hillard.
- Scott Capurro como Jack Hillard.
- Robert Prosky como Jonathan Lundy.
- Polly Holliday como Gloria Cheney.
- Anne Haney como Sra. Sellner
- Martin Mull como Justin Gregory.
- William Newman como Sr. Sprinkles
- Todd Williams como Todd the Bartender.
- Terry McGovern como Lou.

## Producción

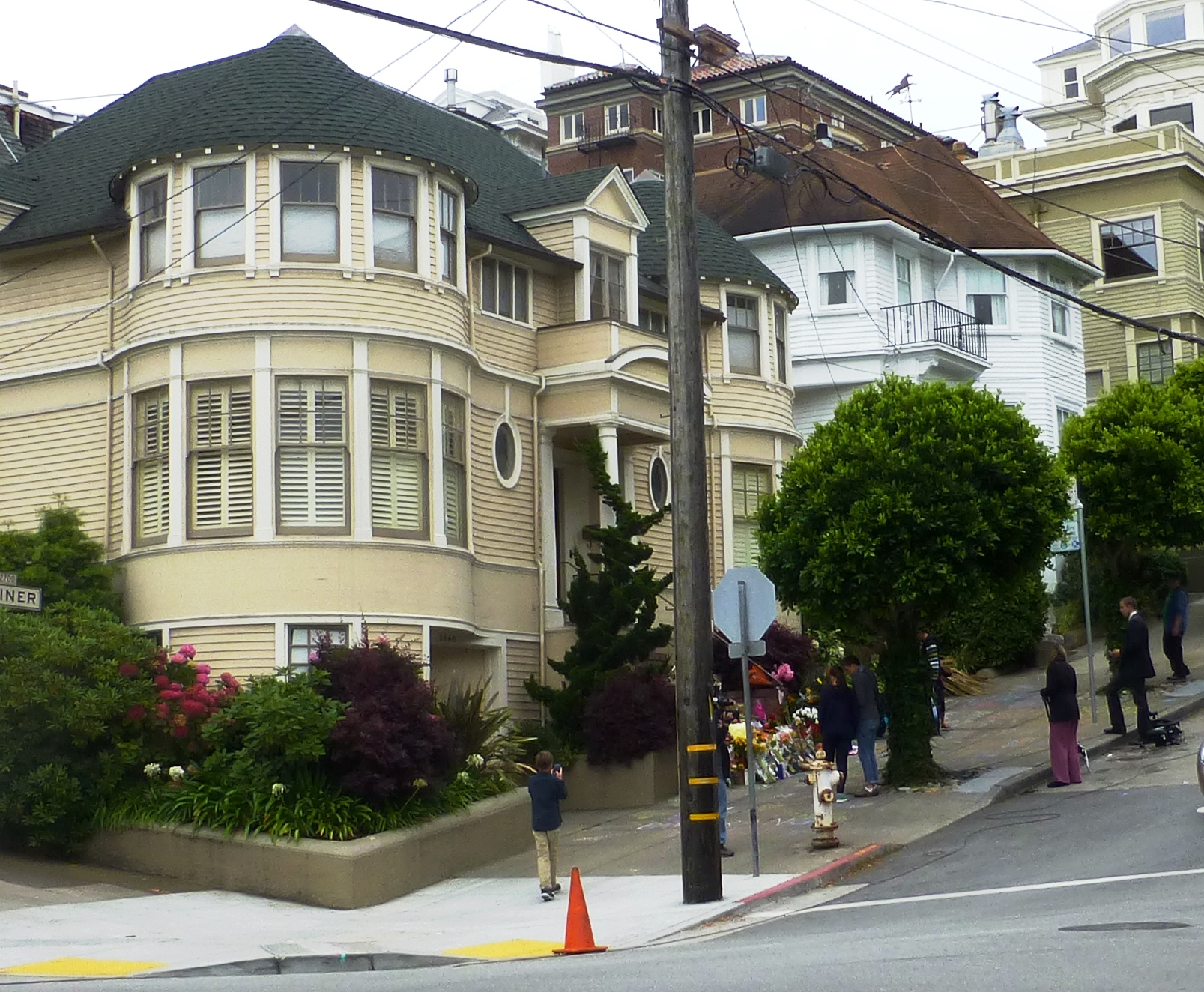
Lugar donde se grabó Mrs Doubtfire en San Francisco.

La ciudad de Chicago fue la primera opción de estudio para la filmación. Sin embargo, como dos nuevos programas de televisión (ER y Chicago Hope) tenían un contrato de arrendamiento con la ciudad durante el período de tiempo posterior, la producción se trasladó a San Francisco, donde varios lugares de la ciudad se utilizaron durante el rodaje.
El maquillaje para el aspecto de la señora Doubtfire tomó cuatro horas para aplicar. Williams más tarde relató cómo solía caminar a través de San Francisco completamente vestido y maquillado como señora Doubtfire y que en una ocasión, visitó una "sex shop" para comprar un consolador y otros juguetes. La escena del restaurante fue filmada en Bridges Restaurant & Bar en Danville, California.
Las piezas fueron filmadas en los estudios de la cadena de televisión KTVU en Oakland. Señales de la calle de la intersección cerca de las Painted Ladies, Steiner y Broadway, eran visibles en pantalla.

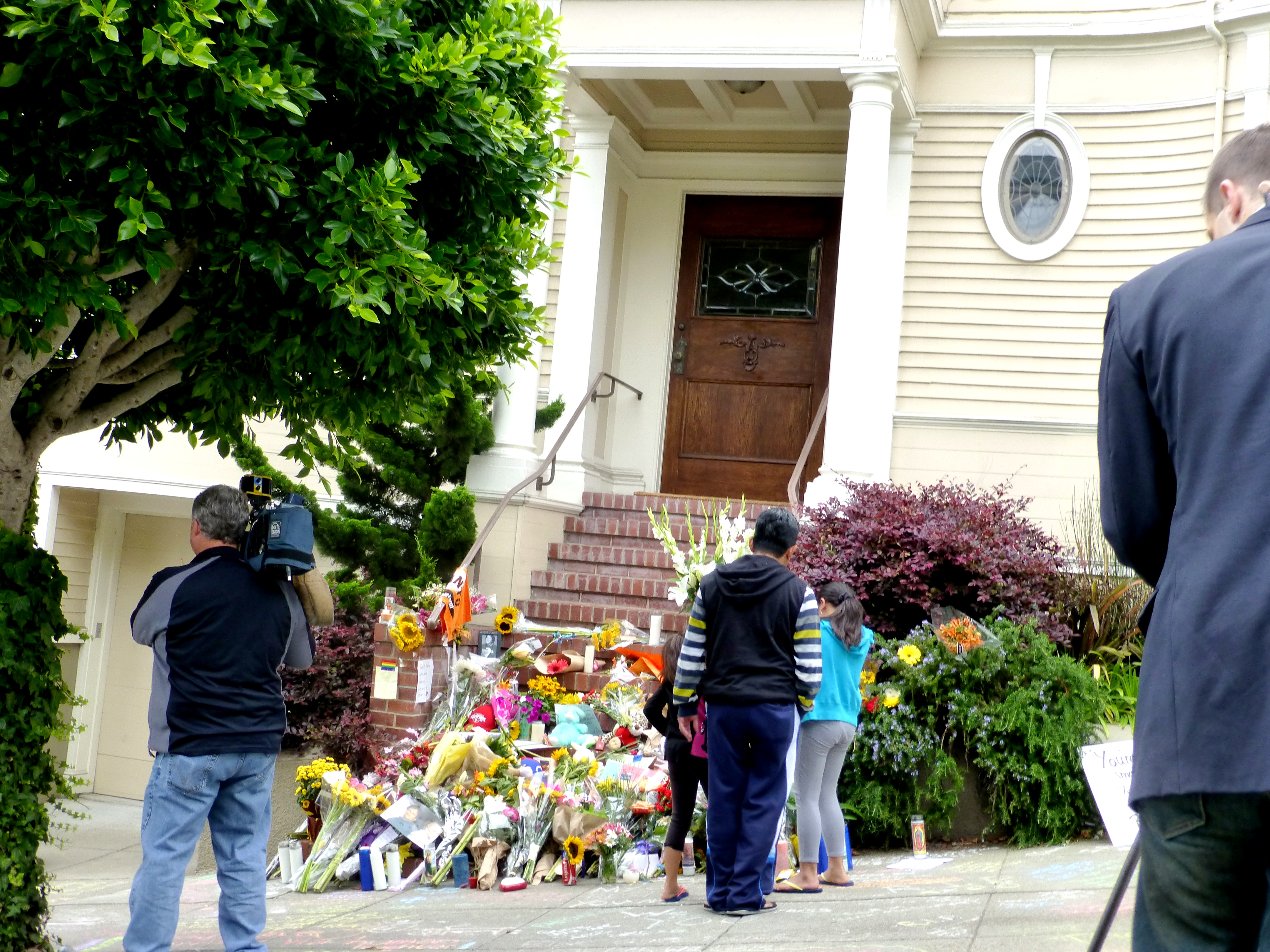
Un improvisado homenaje a Robin Williams en los escalones de la casa usada para Mrs. Doubtfire el 13 de agosto de 2014.

La dirección exacta de la casa donde se filmó parte de la película es 2640 Steiner Street esquina con Broadway, Pacific Heights en San Francisco. Se convirtió en una atracción turística durante algún tiempo después del lanzamiento de la película.
Todo el rodaje de interiores para el hogar tuvo lugar en un almacén Bay Area convertidos para el uso de sonido. El personaje de Williams (Daniel Hillard) vivía arriba de la Panadería Danilo en Green Street 516; sus hijos asistieron a una escuela en Filbert and Taylor.
Después de la muerte de Robin Williams, el 11 de agosto de 2014, la casa se convirtió en un improvisado monumento conmemorativo, donde se dejaron ramos de flores y cartas con la presencia de fanes.

## Recepción

### Taquilla
La película recaudó $ 219,195,243 en el Estados Unidos, junto con $ 222,090,952 en otros países, para un total mundial de $ 441.286.195. Se convirtió en la segunda película más taquillera de 1993, solo por detrás de Jurassic Park.

### Recepción de la crítica
En el momento de su estreno, varios críticos compararon Mrs. Doubtfire desfavorablemente con Some Like It Hot (1959) mientras otros que vieron la película señalaron favorablemente su similitud con Tootsie (1982).
En Rotten Tomatoes, tiene una calificación de 71%, basado en 49 comentarios, con una calificación promedio de 5.8 / 10. La recepción crítica del sitio dice: "Sobre el papel, La señora Doubtfire puede parecer excesivamente amplia o sentimental, pero Robin Williams brilla tan intensamente en el papel protagonista que el resultado final es difícil de resistir."

## Premios
| Premio               | Fecha de ceremonia  | Categoría                         | Nominados                                | Resultado | Ref.   |
| -------------------- | ------------------- | --------------------------------- | ---------------------------------------- | --------- | ------ |
| Premios Globo de Oro | 22 de enero de 1994 | Mejor película: comedia o musical |                                          | Ganadora  | [ 10 ] |
| Premios Globo de Oro | 22 de enero de 1994 | Mejor actor: comedia o musical    | Robin Williams                           | Ganador   | [ 10 ] |
| Premios Óscar        | 21 de marzo de 1994 | Mejor maquillaje                  | Greg Cannom, Ve Neill, Yolanda Toussieng | Ganadores | [ 11 ] |
| Premios BAFTA        | 1995                | Mejor maquillaje y peluquería     | Greg Cannom, Ve Neill, Yolanda Toussieng | Nominado  |        |

## Secuela cancelada
En 2001, Mrs. Doubtfire 2 comenzó a ser desarrollado por Bonnie Hunt, pero no fue hasta 2003 que se comenzó a escribir. Robin Williams se estableció para volver disfrazado como una vieja niñera. Debido a problemas con el guion, la reescritura comenzó en 2006, ya que Williams no estaba contento con la trama, pero la secuela fue de nuevo "desechada" ese mismo año. Se esperaba que la película se lanzara a finales de 2007.
En una entrevista para el diario Newsday en 2006, Williams dijo que la secuela de la película fue desechado por tiempo indefinido. Indicando sus razones, dijo: "El guion que tenían simplemente no funcionó". La historia de la secuela involucraba Williams como Mrs. Doubtfire con movimiento cerca de la universidad de Lydia (Lisa Jakub), para poder mantener un ojo en ella. Durante un breve período de tiempo, la película fue clasificado como "estancada", pero luego pareció que el proyecto no ocurriría, e incluso fue retirado del sitio web de IMDb.
En agosto de 2010, Robin Williams apareció en Alan Carr: Chatty Man, y de nuevo trajo a colación el tema de la otra película de Mrs. Doubtfire. Afirmó el guion había sido escrito tres veces y fracasó, y no hubo ninguna mención de cualquier trabajo en curso sobre el proyecto. Por otra parte, en diciembre de 2011, durante una entrevista por Moviehole, Williams declaró una vez más que las posibilidades de una secuela son "muy poco probables".
En abril de 2014, se anunció que la secuela estaba en desarrollo en la 20th Century Fox. Se esperaba que Williams y Columbus a volver a la producción, el guionista David Berenbaum fue contratado para escribir el guion. Sin embargo, después de la muerte de Williams en 2014, los planes para una secuela se cancelaron permanentemente.